# ムンフバット・ウランツェツェグ
ムンフバッティーン・ウランツェツェグ（モンゴル語: Мөнхбатын Уранцэцэг/Munkhbat-yin Urantsetseg 1990年3月14日- ）は、モンゴル出身の柔道選手。階級は48kg級。身長160cm。得意技は背負投、寝技(とりわけ腕挫十字固、ハイジンハ・ロール)。2段。
モンゴル人に名字(家族名,family name)はなく、「ムンフバッティーン・ウランツェツェグ」は「ムンフバトの(娘)ウランツェツェグ」の意(→モンゴル人の名前)。

## 人物
父親がモンゴル相撲の選手だった影響もあり、柔道は15歳の時に始めた。 2009年のユニバーシアードでは決勝で日本の浅見八瑠奈に袖釣込腰で敗れるが2位となった。世界選手権では2回戦で韓国の鄭貞娟に指導2で敗れた。2010年の世界選手権では初戦で日本の福見友子に袈裟固で敗れた。その直後のワールドカップ・タシュケントでは国際大会初優勝を飾った。2011年の世界選手権では初戦でルーマニアのアリナ・ドゥミトルにGSに入ってから総合負けを喫した。2012年2月のグランドスラム・パリでは福見に縦四方固で敗れたが3位となった。4月のアジア選手権では準決勝で日本の伊部尚子を有効で破るなどして優勝を飾った。7月のロンドンオリンピックでは準々決勝でドゥミトルに技ありで敗れると、敗者復活戦でもアルゼンチンのパウラ・パレトに指導2で敗れて7位にとどまった。パレト戦では試合の最中に、相手がウランツェツェグの柔道衣とその下に着用していたTシャツを掴んで離さなかったために、右側の乳房が曝け出されてしまうハプニングも起こった。2013年2月のグランドスラム・パリでは準決勝で浅見に指導2で敗れるが、3位決定戦ではロンドンオリンピック金メダリストであるブラジルのサラ・メネゼスに腕挫十字固で一本勝ちした。続くヨーロッパオープン・オーバーヴァルトでは52kg級で優勝を飾ったように、普段の国際大会では度々52kg級にも出場している。8月にリオデジャネイロで開催された世界選手権では準決勝で地元のメネゼスを腕緘で破ると、決勝でも浅見を腕挫十字固で破り、モンゴル女子としては史上初の世界チャンピオンとなった。2014年8月の世界選手権では3回戦で日本の近藤亜美に有効で敗れて2連覇はならなかった。9月のアジア大会では決勝で日本の山岸絵美を技ありで破って優勝した。2015年のワールドマスターズでは決勝でパレトを技ありで破って優勝した。世界選手権では3回戦で浅見に指導2で敗れて、メダルを獲得できずに終わった。2016年のリオデジャネイロオリンピックでは準々決勝で韓国の鄭普涇に足取りによる反則負けを喫するが、敗者復活戦では地元のメネゼスを腕挫十字固で破った。しかし、3位決定戦では近藤と対戦すると終了間際に有効を取られて5位に終わり、メダルを獲得できなかった。2017年7月のグランプリ・フフホトには52kg級で出場するが、準決勝でカナダのエカテリーナ・グイカに三角絞からの崩上四方固で敗れて3位だった。得意の寝技で負けたのは2013年にワールドコンバットゲームズ団体戦で五味奈津実に横四方固で敗れて以来となった。8月の世界選手権ではモンゴルの大統領であるハルトマーギーン・バトトルガが会場で観戦する中、準決勝で近藤にGSに入ってから反則勝ちしたが、決勝では日本の渡名喜風南に技ありで敗れて2位だった。12月のグランドスラム・東京では決勝で近藤と対戦すると、GSに入ってから崩上四方固で敗れて2位だった。なお、世界ランキングでは4年続けて年間1位となった。2018年のアジア大会では準決勝で鄭に技ありで敗れて3位にとどまり、今大会2連覇はならなかった。世界選手権では準決勝で渡名喜と対戦すると、袖釣込腰で技ありを先取するも終盤に偽装攻撃で逆転の反則負けを喫した。3位決定戦でもモンゴルからカザフスタンに帰化した元同僚のオトゴンツェツェグ・ガルバドラフに反則負けして5位に終わった。グランドスラム・大阪では決勝で渡名喜に横四方固で敗れて2位だった。12月のワールドマスターズでは準決勝で近藤に腕挫十字固で敗れるなどして5位に終わった。2019年2月のグランドスラム・パリには52㎏級で出場するも、準決勝で志々目愛に大内刈で敗れるなどして5位に終わった。3月のグランプリ・トビリシでは48㎏級に戻して出場するも、準決勝でフランスのメラニー・クレマンに反則負けして3位だった。8月に東京で開催された世界選手権では準決勝で世界チャンピオンであるウクライナのダリア・ビロディドに崩上四方固で敗れて3位だった。2021年1月のワールドマスターズでは準々決勝でビロディドに敗れて3位だった。2021年のワールドマスターズではビロディドに敗れて3位だったが、グランドスラム・タシケントでは決勝で角田夏実を谷落で破って優勝した。世界選手権では準々決勝で古賀若菜に大外刈で敗れるも、その後の3位決定戦でコソボのディストリア・クラスニキに反則勝ちして3位になった。7月に日本武道館で開催された東京オリンピックでは準決勝でクラスニキに技ありで敗れるも、3位決定戦でポルトガルのカタリナ・コスタを腕挫十字固で破って銅メダルを獲得した。その後引退を表明すると、2022年からは総合格闘技に転身することになった。
なお、2007年にはクラッシュの世界選手権48kg級、2010年と2014年にはサンボの世界選手権48kg級でもそれぞれ優勝している。

## 主な戦績
- 2008年 - 東アジア選手権　3位
- 2008年 - 嘉納杯　5位
- 2009年 - アジア選手権　3位
- 2009年 - ユニバーシアード　2位
- 2009年 - ワールドカップ・ウランバートル　2位
- 2010年 - ワールドカップ・タシュケント　優勝
- 2010年 - ワールドカップ・スウォン　優勝
- 2010年 - グランプリ・青島　3位
- 2011年 - ワールドマスターズ　5位
- 2011年 - オーバーヴァルト　2位
- 2011年 - グランプリ・バクー　2位
- 2011年 - グランドスラム・モスクワ　5位
- 2011年 - ワールドカップ・ウランバートル　優勝
- 2012年 - グランドスラム・パリ　3位
- 2012年 - アジア選手権　個人戦　優勝　団体戦　2位
- 2012年 - グランドスラム・モスクワ　5位(52kg級)
- 2012年 - ロンドンオリンピック　7位
- 2012年 - ワールドカップ・ウランバートル　5位(52kg級)
- 2012年 - グランプリ・青島　3位(52kg級)
- 2013年 - グランドスラム・パリ　3位
- 2013年 - ヨーロッパオープン・オーバーヴァルト　優勝(52kg級)
- 2013年 - アジア選手権　個人戦　3位　団体戦　2位
- 2013年 - ワールドマスターズ　5位
- 2013年 - グランプリ・ウランバートル　優勝
- 2013年 - 世界選手権 優勝
- 2013年 - グランプリ・アブダビ　3位
- 2013年 -　グランドスラム・東京 2位
- 2014年 - グランドスラム・パリ　2位
- 2014年 - ヨーロッパオープン・ローマ　3位(52kg級)
- 2014年 - グランプリ・デュッセルドルフ　2位
- 2014年 -　グランドスラム・バクー 優勝
- 2014年 - アジア大会　優勝
- 2014年 -　グランドスラム・アブダビ 優勝
- 2015年 -  グランプリ・デュッセルドルフ　2位
- 2015年 - アジア選手権　2位
- 2015年 - ワールドマスターズ　優勝
- 2015年 - ユニバーシアード　3位
- 2015年 - グランプリ・タシュケント　優勝
- 2015年 - グランドスラム・パリ　優勝
- 2015年 -　グランプリ・青島　2位
- 2016年 -　グランドスラム・パリ　2位
- 2016年 - グランプリ・デュッセルドルフ　3位
- 2016年 - アジア選手権　2位
- 2016年 -　ワールドマスターズ　7位
- 2016年 - グランプリ・ウランバートル　優勝
- 2016年 - リオデジャネイロオリンピック 5位
- 2016年 - グランドスラム・アブダビ　3位
- 2016年 -　グランドスラム・東京　優勝
- 2017年 -　グランドスラム・パリ　2位
- 2017年 -　アジア選手権　個人戦　優勝　団体戦　2位
- 2017年 - グランプリ・フフホト　3位(52kg級)
- 2017年 -　世界選手権 2位
- 2017年 -　グランプリ・タシュケント　優勝
- 2017年 - グランプリ・ハーグ　3位(52kg級)
- 2017年 -　グランドスラム・東京　2位
- 2017年 -　ワールドマスターズ　3位
- 2018年 -　グランドスラム・パリ　3位
- 2018年 -　グランプリ・フフホト　3位
- 2018年 - アジア大会　3位
- 2018年 -　世界選手権　5位
- 2018年 -　グランドスラム・アブダビ　優勝
- 2018年 -　グランドスラム・大阪　2位
- 2018年 -　ワールドマスターズ　5位
- 2019年 - グランドスラム・パリ　5位(52kg級)
- 2019年 - グランプリ・トビリシ　3位
- 2019年 -　グランプリ・アンタルヤ　2位(52kg級)
- 2019年 - 世界選手権　3位
- 2019年 -　グランドスラム・大阪　7位
- 2019年 -　ワールドマスターズ　5位
- 2020年 -　グランドスラム・パリ　3位
- 2021年 -　ワールドマスターズ　3位
- 2021年 -　グランドスラム・タシケント　優勝
- 2021年 -　グランドスラム・トビリシ　優勝
- 2021年 -　世界選手権　3位
- 2021年 -　東京オリンピック　3位

(出典、JudoInside.com)。　